# Jan Zajíc

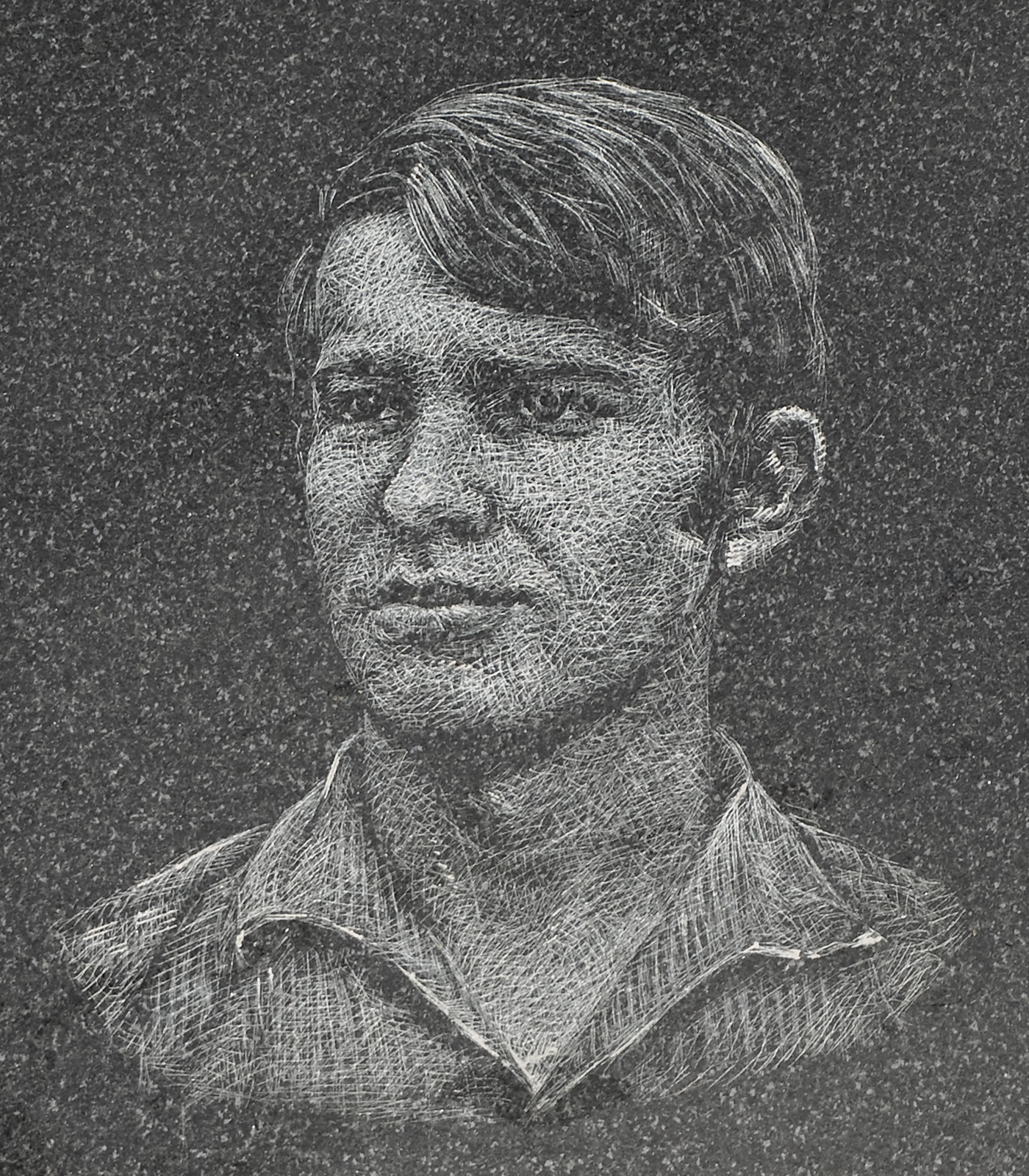
Jan Zajíc

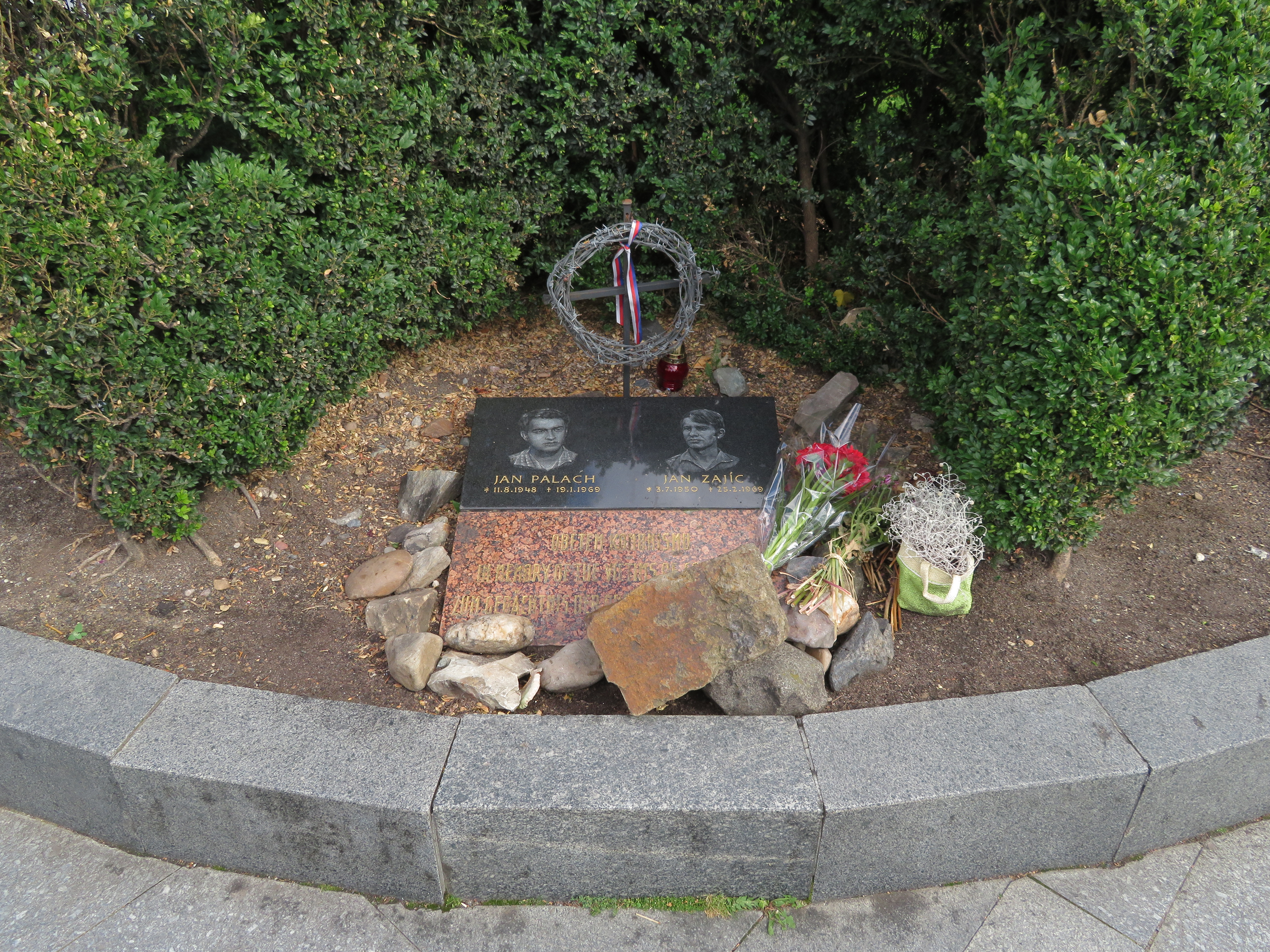
Plaquette ter nagedachtenis van Palach en Zajíc

Jan Zajíc (Vítkov, 3 juli 1950 - Praag, 25 februari 1969) was een Tsjechische student die zich 25 februari 1969 te Brno in brand stak als protest tegen het stalinistische regime in zijn land. Hij deed dit in navolging van Jan Palach.
Op het Praagse Wenceslasplein is een plaquette van de beeldhouwer Olbram Zoubek ter nagedachtenis van Palach en Zajíc opgericht.